# Freedom (Pharrell Williams)
"Freedom" is een single van de Amerikaanse zanger Pharrell Williams, uitgegeven op 30 juni 2015. Het fungeerde als het "openingsnummer" van de start van Apple Music. De bijhorende videoclip werd genomineerd voor Best Music Video tijdens de 58e Grammy Awards.

## Hitnoteringen

### Nederlandse Top 40
| Hitnotering: 18-07-2015 t/m 26-09-2015 | Hitnotering: 18-07-2015 t/m 26-09-2015 | Hitnotering: 18-07-2015 t/m 26-09-2015 | Hitnotering: 18-07-2015 t/m 26-09-2015 | Hitnotering: 18-07-2015 t/m 26-09-2015 | Hitnotering: 18-07-2015 t/m 26-09-2015 | Hitnotering: 18-07-2015 t/m 26-09-2015 | Hitnotering: 18-07-2015 t/m 26-09-2015 | Hitnotering: 18-07-2015 t/m 26-09-2015 | Hitnotering: 18-07-2015 t/m 26-09-2015 | Hitnotering: 18-07-2015 t/m 26-09-2015 | Hitnotering: 18-07-2015 t/m 26-09-2015 | Hitnotering: 18-07-2015 t/m 26-09-2015 |
| Week:                                  | 1                                      | 2                                      | 3                                      | 4                                      | 5                                      | 6                                      | 7                                      | 8                                      | 9                                      | 10                                     | 11                                     |                                        |
| -------------------------------------- | -------------------------------------- | -------------------------------------- | -------------------------------------- | -------------------------------------- | -------------------------------------- | -------------------------------------- | -------------------------------------- | -------------------------------------- | -------------------------------------- | -------------------------------------- | -------------------------------------- | -------------------------------------- |
| Positie:                               | 25                                     | 20                                     | 20                                     | 16                                     | 16                                     | 17                                     | 18                                     | 24                                     | 34                                     | 34                                     | 36                                     | uit                                    |

### NederlandseSingle Top 100
| Hitnotering: 11-07-2015 t/m 31-10-2015 | Hitnotering: 11-07-2015 t/m 31-10-2015 | Hitnotering: 11-07-2015 t/m 31-10-2015 | Hitnotering: 11-07-2015 t/m 31-10-2015 | Hitnotering: 11-07-2015 t/m 31-10-2015 | Hitnotering: 11-07-2015 t/m 31-10-2015 | Hitnotering: 11-07-2015 t/m 31-10-2015 | Hitnotering: 11-07-2015 t/m 31-10-2015 | Hitnotering: 11-07-2015 t/m 31-10-2015 | Hitnotering: 11-07-2015 t/m 31-10-2015 | Hitnotering: 11-07-2015 t/m 31-10-2015 | Hitnotering: 11-07-2015 t/m 31-10-2015 | Hitnotering: 11-07-2015 t/m 31-10-2015 | Hitnotering: 11-07-2015 t/m 31-10-2015 | Hitnotering: 11-07-2015 t/m 31-10-2015 | Hitnotering: 11-07-2015 t/m 31-10-2015 | Hitnotering: 11-07-2015 t/m 31-10-2015 | Hitnotering: 11-07-2015 t/m 31-10-2015 | Hitnotering: 11-07-2015 t/m 31-10-2015 |
| Week:                                  | 1                                      | 2                                      | 3                                      | 4                                      | 5                                      | 6                                      | 7                                      | 8                                      | 9                                      | 10                                     | 11                                     | 12                                     | 13                                     | 14                                     | 15                                     | 16                                     | 17                                     |                                        |
| -------------------------------------- | -------------------------------------- | -------------------------------------- | -------------------------------------- | -------------------------------------- | -------------------------------------- | -------------------------------------- | -------------------------------------- | -------------------------------------- | -------------------------------------- | -------------------------------------- | -------------------------------------- | -------------------------------------- | -------------------------------------- | -------------------------------------- | -------------------------------------- | -------------------------------------- | -------------------------------------- | -------------------------------------- |
| Positie:                               | 59                                     | 38                                     | 30                                     | 27                                     | 29                                     | 27                                     | 29                                     | 31                                     | 32                                     | 35                                     | 47                                     | 52                                     | 56                                     | 61                                     | 78                                     | 88                                     | 95                                     | uit                                    |

### 3FM Mega Top 50
| Hitnotering: 11-07-2015 t/m 10-10-2015 | Hitnotering: 11-07-2015 t/m 10-10-2015 | Hitnotering: 11-07-2015 t/m 10-10-2015 | Hitnotering: 11-07-2015 t/m 10-10-2015 | Hitnotering: 11-07-2015 t/m 10-10-2015 | Hitnotering: 11-07-2015 t/m 10-10-2015 | Hitnotering: 11-07-2015 t/m 10-10-2015 | Hitnotering: 11-07-2015 t/m 10-10-2015 | Hitnotering: 11-07-2015 t/m 10-10-2015 | Hitnotering: 11-07-2015 t/m 10-10-2015 | Hitnotering: 11-07-2015 t/m 10-10-2015 | Hitnotering: 11-07-2015 t/m 10-10-2015 | Hitnotering: 11-07-2015 t/m 10-10-2015 | Hitnotering: 11-07-2015 t/m 10-10-2015 | Hitnotering: 11-07-2015 t/m 10-10-2015 | Hitnotering: 11-07-2015 t/m 10-10-2015 |
| Week:                                  | 1                                      | 2                                      | 3                                      | 4                                      | 5                                      | 6                                      | 7                                      | 8                                      | 9                                      | 10                                     | 11                                     | 12                                     | 13                                     | 14                                     |                                        |
| -------------------------------------- | -------------------------------------- | -------------------------------------- | -------------------------------------- | -------------------------------------- | -------------------------------------- | -------------------------------------- | -------------------------------------- | -------------------------------------- | -------------------------------------- | -------------------------------------- | -------------------------------------- | -------------------------------------- | -------------------------------------- | -------------------------------------- | -------------------------------------- |
| Positie:                               | 9                                      | 7                                      | 16                                     | 19                                     | 17                                     | 14                                     | 29                                     | 15                                     | 23                                     | 24                                     | 26                                     | 28                                     | 36                                     | 46                                     | uit                                    |